# やすらぎ (鉄道車両)

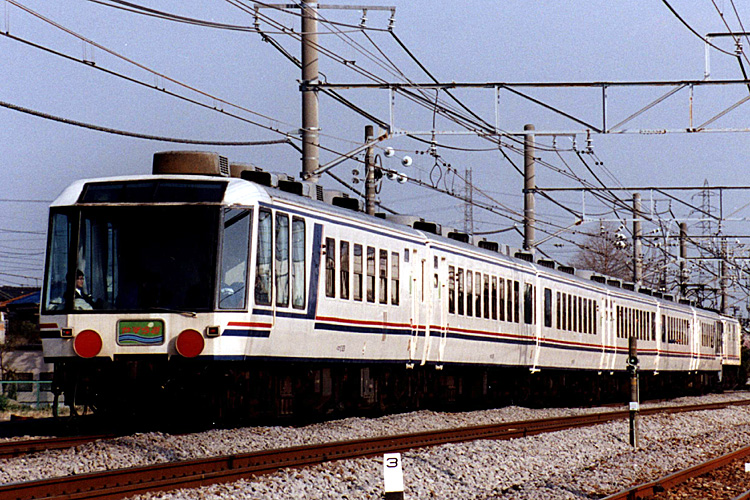
やすらぎ

やすらぎは、日本国有鉄道（国鉄）・東日本旅客鉄道（JR東日本）が1986年（昭和61年）から2001年（平成13年）まで保有していた鉄道車両（和式客車）で、ジョイフルトレインと呼ばれる車両の一種である。

## 概要
国鉄高崎鉄道管理局が1986年に改造・製作した和式客車である。いずれの車両も12系客車より改造されており、両端の車両はスロフ12形800番台、中間の車両はオロ12形800番台である。改造は幡生工場（現・下関総合車両所本所）が担当した。

## 車両
改造は大宮工場（現・大宮総合車両センター）が担当した。各車の愛称は、旧上野国をはじめとする北関東を水源とする川の名前から採られている。全車両がグリーン車扱いである。
- 1号車：スロフ12 827（旧スハフ12 130）「神流」- 定員28人・展望サロン
- 2号車：オロ12 853（旧オハ12 319）「荒川」- 定員36人・サロン室
- 3号車：オロ12 854（旧オハ12 320）「利根」- 定員36人・サロン室
- 4号車：オロ12 855（旧オハ12 321）「吾妻」- 定員36人・サロン室
- 5号車：オロ12 856（旧オハ12 322）「渡良瀬」- 定員36人・サロン室
- 6号車：スロフ12 828（旧スハフ12 131）「碓氷」- 定員28人・展望サロン

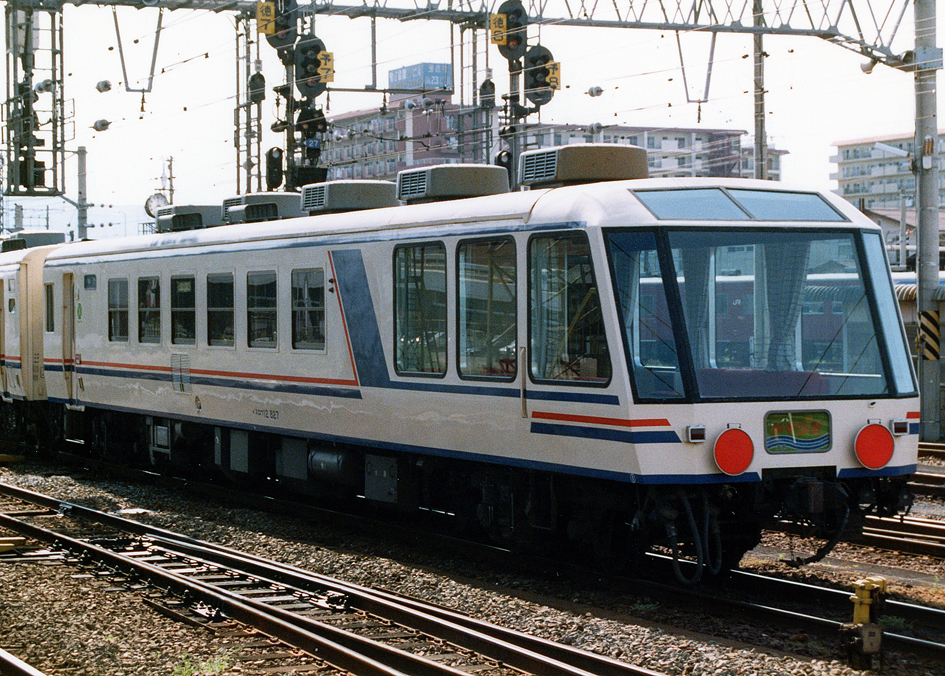
スロフ12 827「神流」
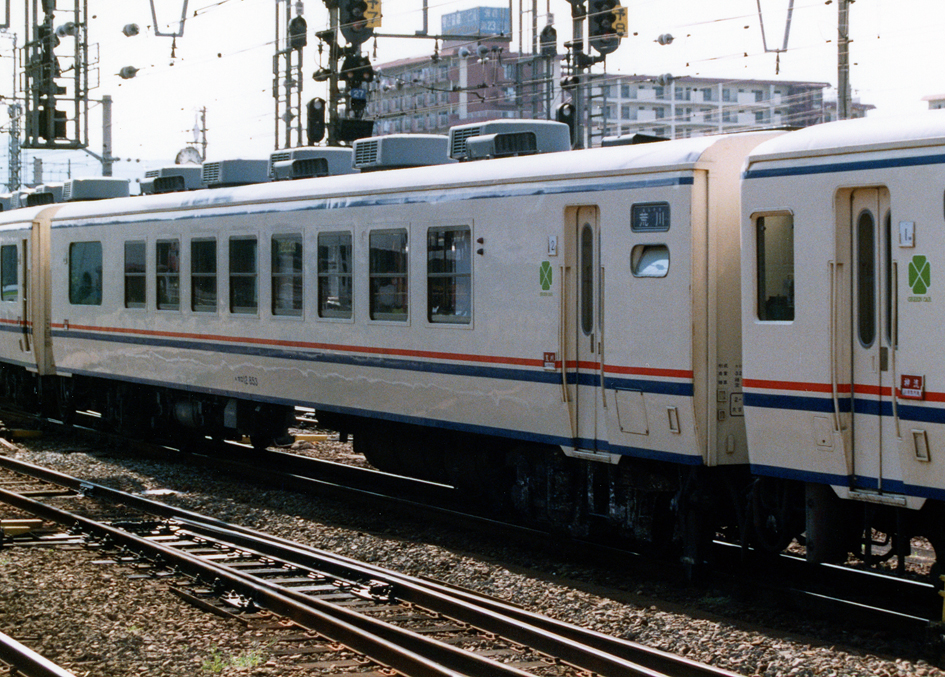
オロ12 853「荒川」
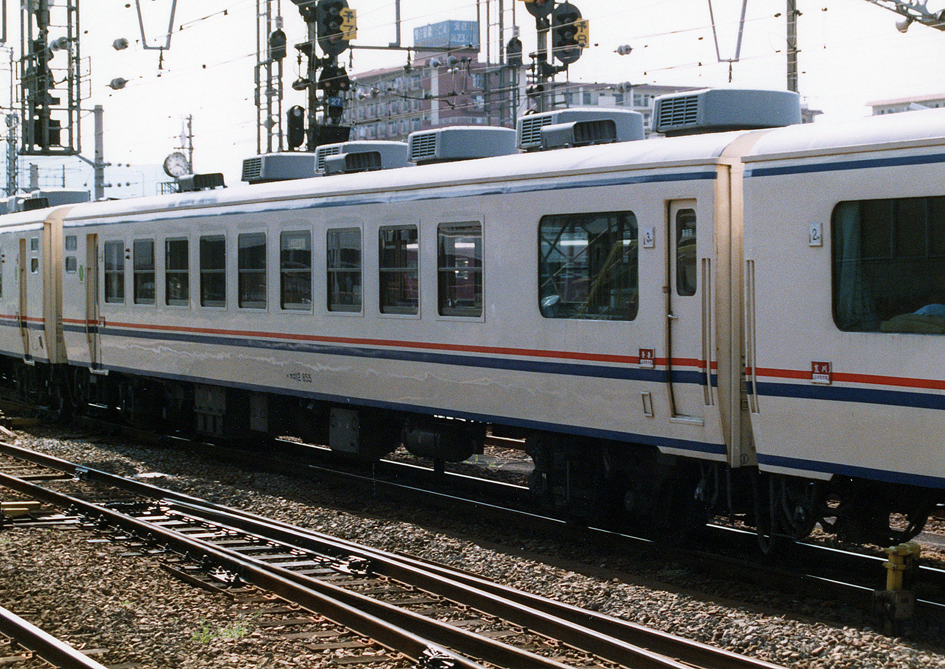
オロ12 855「吾妻」
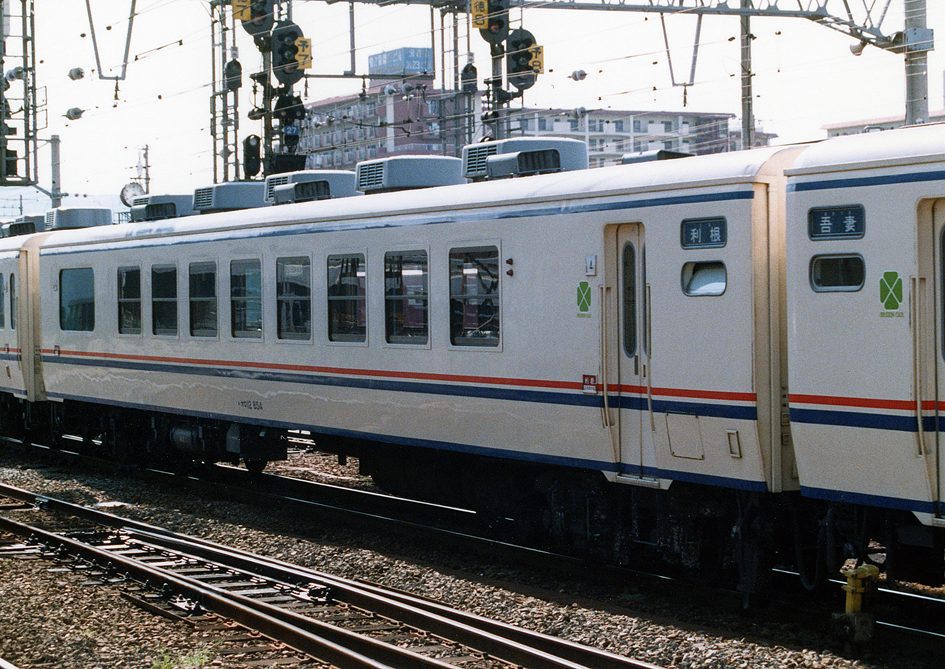
オロ12 854「利根」
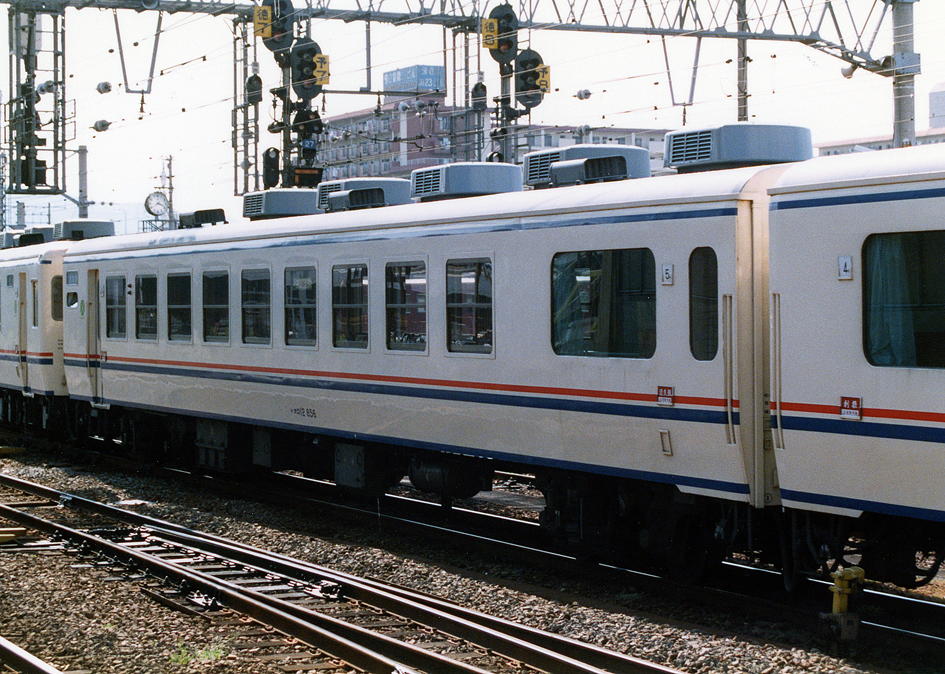
オロ12 856「渡良瀬」
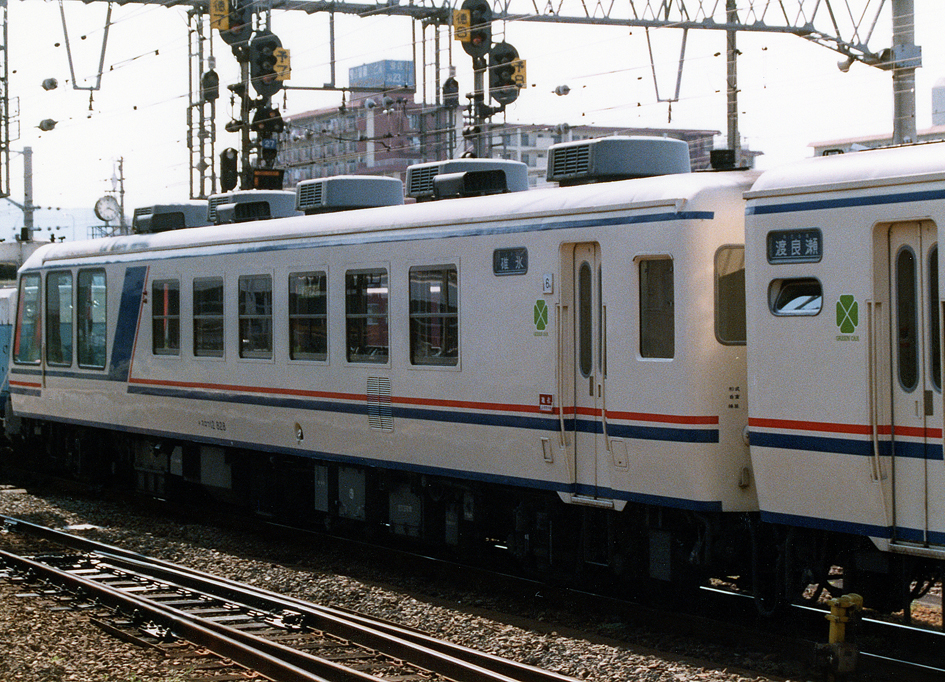
スロフ12 828「碓氷」

### コンセプト・デザイン

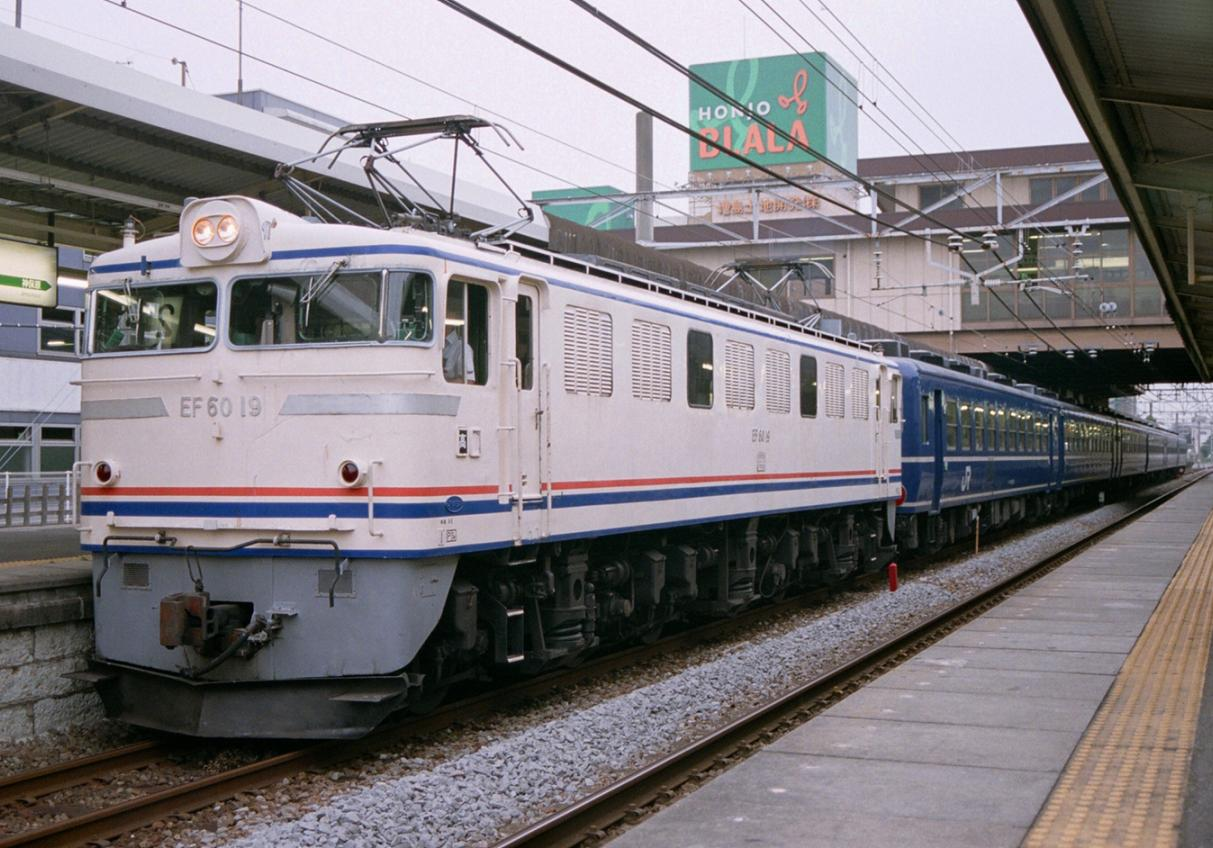
「やすらぎ」専用色となったEF60 19

これまでの和式客車のイメージから脱却し、年代層を問わず広く楽しめる車両とするため、和洋折衷タイプにすることにより、広い年代層の利用を考慮した車両とした。このため、和式客車でありながら洋風のイメージを取り込んだ和洋折衷デザインとすることになり、編成両端には展望サロンを設置することとしたが、既に登場している「江戸」とは一線を画す車両とすることを目標とした。
外部塗装デザインは、クリーム10号をベースカラーとし、青20号と赤11号の帯を入れることで、車両の特異性を強調している。なお、専用機関車としてEF60 19が「やすらぎ」と同色のデザインとなった。

### 客室
お座敷に掘り炬燵構造を採用したが、全面畳敷きにすることも可能な構造としたため、畳の一部は裏側をテーブルとして使用が可能な構造とした。各車両にはビデオプロジェクターとCDカラオケ装置を設置したが、プロジェクター直前の天井灯具については、ビデオが写ると同時に消灯する構造とした。客室内のスピーカーについては、荷物棚にBOSE製のモニタースピーカーを設置した。
車内の出入口引き戸については、すべて新幹線0系の廃車発生品を使用した自動ドアに変更したほか、給茶機も全車両に設置した。

### 緩急車
両端の1号車と6号車が該当する。
スハフ12形の乗務員室側連結面を編成内側に向け、便所・洗面所を撤去した上で車端部から5.85 m分を展望室とした。この展望室の中央部の妻窓は幅2 m・高さ1.47 mという大きな1枚ガラスとしたほか、展望室側面の窓も幅1.53 mの窓と幅1.3 mの窓2枚（高さはいずれも1.27 m）を配置した。これにより、既に登場している「サロンエクスプレス東京」や「江戸」と比較しても遜色のない視界を確保した。展望室にはソファーを11席配し、この区画については完全な洋風とした。
なお、展望室の一角には推進運転のための機器を設置した。展望室の妻窓にはワイパーを設置し、室内側にはデフロスター（くもり取り装置）も装備されており、推進運転時の視界を確保している。

### 中間車
中間の2号車から5号車までが該当する。
オハ12形の便所・洗面所側の出入台を残し、反対側のデッキは扉を埋めた上で、サロン室を中間車全車両に設けた。客室の一部を衝立と襖で仕切り、通路とはカーテンで仕切ることも可能である。この部分の側面窓は幅2 mの固定窓となり、サロン室にソファーとテーブルを置いていた。

## 運用
首都圏を中心に、東日本各地で団体列車として使用された。
大口団体のある際には同区の「くつろぎ」を連結した12両編成のほか、「やすらぎ」4両と「くつろぎ」4両の8両編成や、「くつろぎ」のうち3両を「やすらぎ」と連結して運用することもあった。特筆すべき運用としては、上信電鉄上信線への乗り入れが挙げられる。1992年（平成2年）秋には「やすらぎ」が3 - 4両編成に短縮の上、乗り入れを行なっている。
老朽化のため、JR東日本では2001年3月31日をもって運用を終了したが、のちに6両全てがわたらせ渓谷鐵道へ譲渡された。

## わたらせ渓谷鐵道への譲渡後

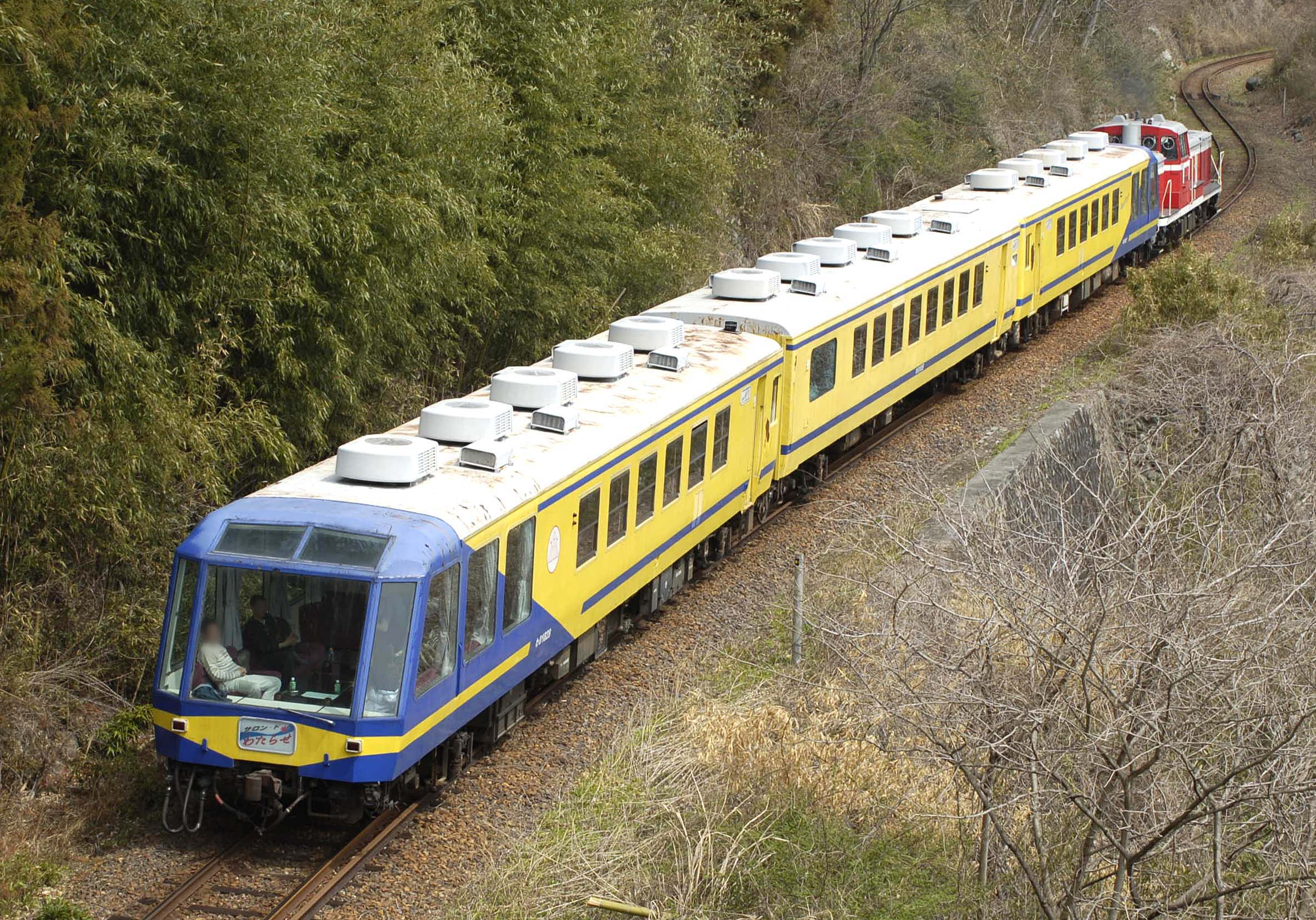
サロン・ド・わたらせ

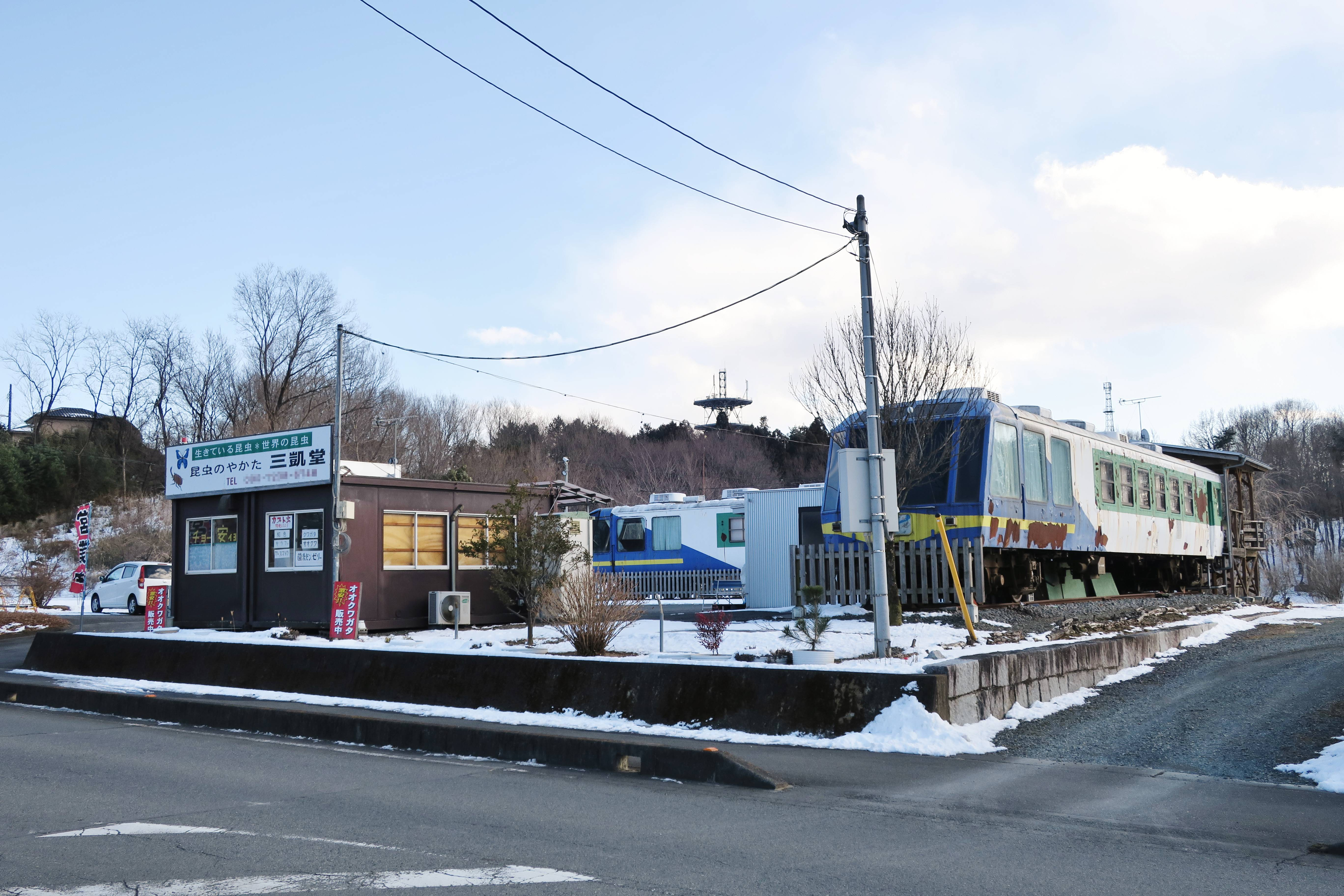
昆虫販売店に置かれた わ01-827・828（2018年、群馬県桐生市）

わたらせ渓谷鐵道ではわ01形と改称され、「サロン・ド・わたらせ」の愛称が新たに与えられた他、塗装もJR時代のものから黄色と青を基調としたものに変更されている。導入後は冬期間運休するトロッコ列車「トロッコわたらせ渓谷号」に代わって運転された団体専用列車に使用された。また、6両全てが譲渡されたものの、実際に使用されたのは車籍編入された1・2・6号車の3両のみであり、残りの3・4・5号車は部品取り車としてオハ12 198とともに足尾駅構内に留置された。
導入当初は1・6号車がそれぞれわ01-827・828として2両編成を組んでいたが、乗客から「トイレが無い」というクレームが相次いだため、急遽トイレ設備がある2号車をわ01-855（書類上のもので実際はオロ12 853）を組み込んだ3両編成となった。3両編成化以後も団体専用列車に用いられたが、老朽化のため2009年に廃車とされ、いずれも2009年（平成21年）9月と2010年（平成22年）1月にすべてオークションにかけて売却された。
わ01-827・828は桐生市内の昆虫販売店で利用され、わ01-855（オロ12 853）はみなかみ町の個人が買い取り、わ89-200形とともにリサイクルショップの倉庫として利用されている。また、部品取り車となった3両のうち、3号車（オロ12 854）は群馬県安中市で料理店として活用された後に模型店として利用されている他、4号車（オロ12 855）は2分割の上片方が栃木市内の「魔方陣スーパーカーミュージアム」で利用されている。

## 注記
1. ↑  『鉄道ファン』第316号。
2. ↑  「輸送番号「高東1201」」『鉄道ダイヤ情報』第141号、79頁。
3. ↑  『鉄道ファン』第430号、交友社、1997年2月、110頁。
4. ↑  「RAILWAY TOPICS - お座敷客車「やすらぎ」が3月に引退」『鉄道ジャーナル』、鉄道ジャーナル社、2001年4月、91頁。